# 若大将のゆうゆう散歩
『若大将のゆうゆう散歩』（わかだいしょうのゆうゆうさんぽ）は、2012年5月7日から2015年9月25日までテレビ朝日で放送されていた紀行番組（散歩番組）・情報番組・通販番組であり、加山雄三の冠番組である。タイトルの通り「散歩」に着目した番組であり、テレビ朝日平日午前10時枠（月 - 金曜9:55 - 10:30）の『散歩シリーズ』第2弾として放送された。通称「ゆうゆう散歩」もしくは「若大将散歩」。3年半に亘る総放送回数は全865回。
基本的には関東ローカルでの放送だったが、一部地域においても番組販売の形で放送されたほか、CS放送（スカパー!・スカパー!プレミアムサービス・CATV）のテレ朝チャンネル2で再放送された。それ以前にはBS朝日や旧・テレ朝チャンネル（現：テレ朝チャンネル1）でも放送されていた。

## 概要
番組のメイン企画は、東京都内近郊やその周辺のスポットを、加山雄三が訪れ散歩するというものであり、散歩中にその土地の店に立ち寄ったりして交流を深めながら、街の紹介をしていく内容であった。主に東京都内を散歩していたが、稀に都外（加山の出身地である神奈川県など首都圏3県、時には全国各地）へ行くこともあった。
番組タイトルの趣旨は「若大将（加山の愛称）が街を行く」で、本番組のテーマは加山の座右の銘とされる「関心」「感動」「感謝」の3つを合わせた『人生の三"かん"王』の具現化である。なお、番組タイトルにある「ゆうゆう」は、散歩人である加山雄三の「雄」と「田沼雄一」の「雄」、遊びの「遊」、悠々の「悠」などをかけあわせたものである。

本番組立ち上げのきっかけは、2012年4月6日、当時放送中だった『ちい散歩』（2006年4月3日 - ）が、散歩人の地井武男の病気療養長期化により5月4日で終了が決定（その後、地井は6月29日に逝去）したことによる。テレビ朝日は急務で後継の新番組の企画立案にあたり、加山を新たな散歩人に迎えることになった。
加山の地上波テレビにおけるレギュラー番組は『加山雄三ショー』（NHK総合、1986年 - 1989年）以来23年ぶりで、加山本人も「芸能生活52年目の新たなスタートの年に、このような番組に出会えたのは、天から『歩きなさい』と言われているような気がしています」と意欲満々で語った。
番組開始当時のテレビ朝日社長、早河洋（現：テレビ朝日ホールディングス会長兼CEO）は、加山の起用の理由を「地井さんはキャラクターが素晴らしくて、人々との触れ合いなどを的確に表現できる人だと思うが、その中のポイントの1つが絵、スケッチだった。絵に変わるもの、音楽とかそういう才能を持った人がいないかと選考した結果、加山さんになった」と述べた。
加山は本番組を引き受けた理由を、地井の没後に「彼（地井）とは5年も一緒に時代劇をやっていたので、彼が体調を崩して散歩を続けられないと聞いた時、いずれ彼が戻ってくるまで、僕にできることなら頑張ってみようと、番組をお引き受けしました」と語り「これからは彼の分まで、彼に喜んでもらえるよう、散歩を頑張りたいと思っています」とした。
加山は番組の魅力について「人生で初めての新しい体験ばかりさせてもらっている。特に下町はとても親しみやすくて大好きですね」と語っていた。

### 番組の終了とその後
2015年9月25日の放送を最後に、約3年半、全865回に上る放送を終了した。なお、番組終了に至った理由として、加山曰く「ほかのことをやりたいから。一つの夢として80歳になるまでに設計している船を完成させたい」と、かねてより公言していた自身の設計による災害救助船となるエコシップの建造に時間を割く（7月25日、自身のファイナルコンサートツアー「若大将EXPO 〜夢に向かって いま〜」の最終公演（NHKホール）前の会見より）ため、終了を決断したという。これを受けて、テレビ朝日サイドも「80歳までに船を造りたいということで卒業の申し入れがあり、了承しました」との広報部のコメントを出した。

加山は最終回にて、3年5か月の視聴に対する視聴者への御礼として、次の通り挨拶を述べた。

なお、2015年9月28日からは本番組の後継番組であり「散歩シリーズ」第3弾となる番組として、高田純次（タレント、俳優）が散歩人を務める『じゅん散歩』がスタートした（2023年現在も放送継続中）。
一方で、加山は2015年10月8日よりBS朝日にて木曜23時枠で開始した音楽トーク番組『歌っていいだろう』のMCを務めている。

## 番組の歴史

### 2012年
- 5月7日9時55分、放送開始。記念すべき第1回放送は「浅草」を散歩。当時のオープニングテーマは「星の旅人」（谷村新司作詞、弾厚作（加山）作曲）。
- 5月11日、金曜日の放送を拡大版として開始。第1部に「特選散歩」（初回は第1回放送の「浅草」編）を、続く第2部に「金曜散歩」を開始（同「東幹久のふれあい下町さんぽ・鶯谷」編）。この日は1部・2部ともに台東区を散歩する内容となった。
- 5月15日、加山が東京23区を離れ、初の多摩（吉祥寺）を散歩。
- 5月21日、BS朝日での時差放送開始（月〜木曜）。
- 5月22日、この日放送の「下北沢」編にて、番組史上最高視聴率7.1%（ビデオリサーチ調べ）[14]を早くも記録する。
- 5月25日、この日より矢島悠子に替わり、矢島の3年先輩である市川寛子が「金曜散歩」の「土井善晴のおいしい散歩」のパートナーとしてレギュラーに（ - 9月14日）。
- 5月31日、この日を以て矢島が「ゆうゆう散歩 いいものさがし」MCを卒業。
- 6月1日、この日より、矢島の5年先輩である佐分千恵が「ゆうゆう散歩 いいものさがし」の後任MCとして加入。
- 6月8日、「金曜散歩」の新企画として、「宮嶋アナの元気が出る散歩」開始。宮嶋泰子（テレビ朝日アナウンサー、当時）がレギュラーに（ - 9月7日）。
- 6月19日、この日放送の「六本木」編で、加山がテレビ朝日本社を訪れて、社内を散策（加山が2003年に完成したテレビ朝日の新社屋を訪れるのはこの時が初めて）。「テレビ朝日稲荷神社」にお参りしたほか、同局が2009年から「地球温暖化防止プロジェクト」の一環として地球温暖化防止およびCO2排出量削減を願って取り組んでいる「緑のカーテン」[注 8]に参加。この時は森葉子アナと一緒に苗の植え付けをした[15][注 9]。
- 7月3日、朝日ニュースター（現：テレ朝チャンネル2 ニュース・情報・スポーツ）での放送開始（火〜木曜）。
- 7月7日、BS朝日での土曜版（週1回、30分）放送開始（ - 9月29日）。
- 7月16日、加山が東京を離れ、初の神奈川県（茅ヶ崎）を散歩。番組初の祝日拡大版として放送。
- 8月5日、テレ朝チャンネル（当時。現：テレ朝チャンネル1 ドラマ・アニメ・バラエティ）での放送開始（ - 2013年3月31日）。
- 8月10日は「ロンドンオリンピック女子サッカー・決勝・日本×アメリカ」の録画中継（8:00-9:55）が編成された関係で、9時55分時点で中継延長した場合は本番組の放送が休止となる予定だったが、中継延長される事なく通常通り放送された。
- 8月13・14両日、初の埼玉県（川越）を散歩。月・火曜日の放送では初の前後編で放送。
- 9月17日
  - 拡大版スペシャルとして「東海道・日本橋〜品川」編を放送。
  - この日より番組テーマ曲を変更。2代目となるテーマ曲「逍遙歌〜そぞろ歩けば〜」（さだまさし作詞、弾厚作作曲）を使用開始。放送期間中、最も長い2年に亘って使用された。
- 9月28日、金曜日の拡大版を廃止、第2部「金曜散歩」および「おでかけ情報散歩」終了。
- 10月1日
  - この日より全曜日の放送時間を9:55 - 10:30で統一。
  - 愛媛朝日テレビでの時差ネット開始（月〜木曜、 - 2013年3月28日）。
- 10月20日、土曜日の特別版『若大将のゆうゆう散歩サタデー』（不定期）放送開始。
- 11月5・6日両日、番組開始以来初めて加山が関東を離れ、長野県（千曲市姨捨、長野市長野駅周辺）を散歩。また12・13日両日は千曲市屋代、長野市善光寺を散歩した。
- 12月12日の「府中」編（前編）放送中、北朝鮮によるミサイル発射実験の臨時ニュースの為に、最後まで放送されなかった[16]（ニュース終了後「ゆうゆう散歩 いいものさがし」へ接続（ただし、途中から開始）。なおBS朝日では、2012年12月26日に本来の形で放送された）。
- 11月17・18日両日、初の茨城県（水戸、大洗）を散歩。
- 12月24日、拡大版スペシャルとして京都府（京都市四条）を散歩（地上波未放送地域でロケが行われたのはこれが初。同時に西日本も初めて散歩した）。
- 12月28日、初の年末特番『若大将のゆうゆう散歩年末スペシャル』を放送。

### 2013年
- 1月4日、この年の最初の放送は特別編として京都・錦市場を散歩。
- 1月14日、拡大版スペシャルとして「東海道・川崎宿〜神奈川宿」編を放送。視聴率7.4%（ビデオリサーチ調べ）を記録[17]。
- 2月6日、水・木曜の企画として「心に残る風景を描くさんぽ」開始（ - 2014年3月）。
- 2月25日〜3月1日、1週間に亘り拡大版スペシャル「東海道」編を放送。
- 3月11日〜14日のBS朝日および愛媛朝日テレビの放送分は「赤羽」編、「立川」編、「東十条」編（前編）、「東十条」編（後編）を再放送した（テレビ朝日で全曜日拡大版となった週の再放送ではなく差し替え）。
- 3月18日、長野朝日放送での月曜日同時ネット打ち切り（半年後に土曜日時差ネットで放送再開）。
- 3月20日は当初「開局55周年記念特別番組 2013 ワールドベースボールクラシック 決勝戦」生中継（8:55-12:15）のため当番組は休止する予定だったが、放送する前提が日本の決勝進出だった。しかし、日本が準決勝で敗退により生中継が取り止め（中継自体は21日0:30 - 3:25に録画で放送）[18]となり、通常は金曜日に編成の「特選散歩」をこの日に振り替えて放送。一週繰上げて「新井薬師前」編（2012年10月22日放送）が放送された[注 10]。なお、22日の放送は「特選散歩」ではなく、21日の前編に続く「梅ヶ丘」編（後編）となった。
- 3月25・26日両日、番組初および史上最西端となる九州に上陸、福岡県（北九州市門司港、若松）を散歩。なお、「北九州・門司港」編は拡大版スペシャルとして放送。
- 4月、CSでの放送をテレ朝チャンネル2に一本化[19]。
- 7月17・18日両日、初の千葉県（船橋）を散歩。
- 9月11・12日及び19・20日、特別編として4回に亘り豪華客船「飛鳥II」[注 11]を散歩。
- 9月16日は『報道特別番組 台風18号 関東直撃』を放送したため休止。当日放送する予定だった「新木場」編（前編）は、翌17日の放送となり、以降1日順送りで「新木場」編（後編）は18日、「飛鳥II」編（第3回・第4回）は19日・20日の放送へ変更となった。それに伴い、20日放送予定だった特選散歩「浅草橋」編は放送中止となった[注 12]。
- 9月23日、拡大版スペシャルとして「東海道・戸塚宿」編を放送。
- 10月16日は台風26号が関東地方を直撃した為『モーニングバード!』の放送時間を35分延長したため、当番組が休止。当日放送予定の「東伏見」編（前編）が翌17日の放送となり、以降1日順送りで「東伏見」編（後編）は18日の放送へ変更となった。これに伴い、18日放送予定だった特選散歩「国分寺」編は放送中止となった。
- 10月25日 、金曜日の「特選散歩」終了（最終回は「青山」編を放送）。
- 11月1日、金曜日の新企画として「週末ゆうゆう散歩」開始（ - 2014年3月7日）。
- 12月16日、初の新潟県[注 13]（長岡市長岡駅周辺）を散歩。また18・19日両日は長岡市三島を散歩した。
- 12月27日 、「骨骨☆10秒体操」終了。
- 12月30日、2回目の年末特番『若大将のゆうゆう散歩 '13年末スペシャル』を放送。初の山梨県（富士山周辺の忍野・山中湖）を散歩。

### 2014年
- 3月10日、初の静岡県（河津）を散歩。また26・27日両日は下田を散歩した。
- 3月11日は『テレメンタリー3.11スペシャル』（9:55-11:25）放送の為、本番組が休止となった。
- 3月14日、金曜日の新企画として「若大将の趣味さんぽ」開始。初回ゲストは竹中直人。
- 3月31日、当番組と『路線バスで寄り道の旅』（出演：徳光和夫、田中律子）[注 14]とのコラボレーションによる3時間ゴールデン特番『路線バスで寄り道の旅×若大将のゆうゆう散歩スペシャル』が全国ネットにて放送（19:00-21:48）[注 15]（→参照）。
- 4月1日
  - 『モーニングバード!』を特別に35分延長して放送し、その後に時間変更となった『ワイド!スクランブル第1部』（10:30-12:00[注 16]）につなぐ、ワイドショーリレーの特別編成となったため、関東地区では本番組が休止となった。なお4月1日が特別編成で休止となったのはこの年のみ。
  - 青森朝日放送・長野朝日放送での帯枠ネットを開始（青森は9月26日で終了）。
- 6月26日、番組開始当初からのレギュラーだったラッシャー板前がこの日の「ゆうゆう散歩 いいものさがし」を最後に卒業。
- 6月30日、この日を以て佐分が「ゆうゆう散歩 いいものさがし」MCを卒業。
- 7月1日、「ゆうゆう散歩 いいものさがし」がリニューアル。本番組でナレーターを務める宮本隆治と、宮崎宣子（元日本テレビアナウンサー）が新たにMCに加わる。
- 8月2日、特番『若大将のゆうゆう散歩 サマースペシャル』を関東ローカルにて放送。
- 9月29日、番組テーマ曲を2年ぶりに変更、第3代テーマ曲「Dreamer 〜夢に向かって いま〜」（松井五郎作詞、弾厚作作曲）を使用開始。番組末期の1年間使用された。
- 10月6日は台風18号が関東地方を直撃した為『モーニングバード!』の放送時間が35分延長され当番組が休止となり、当日放送予定だった「西麻布」編は10月20日に放送された。
- 10月22日、水・木曜日の新企画として「夢に向かって頑張っている人を訪ねるさんぽ」（通称「夢さんぽ」）開始。

### 2015年
- 1月23日、金曜日の「若大将の趣味さんぽ」レギュラー版最終回（ゲスト:生稲晃子）。
- 1月30日、金曜日の新企画として「若大将のおすすめ散歩」を開始。初回は「富士山・忍野」編（2013年12月30日放送）を15分再編集版で放送。
- 3月11日（水曜日）は『モーニングバード!』35分拡大版と『ワイド!スクランブル第1部』のワイドショーリレー編成となり、関東地区では本番組が休止となった。これに伴いこの週の「夢さんぽ」は12（木曜日）・13（金曜日）両日に放送された。
- 3月19日、BS朝日での全放送を終了。
- 3月22日〜4月5日（日曜日）朝6時枠[注 17]にて『若大将のゆうゆう散歩 番外編』（「趣味さんぽ」の特別編）を3週に亘って放送[注 18]。
- 3月26日、長野朝日放送での帯枠ネット終了。中断期間を挟み約2年半のネット期間だった。
- 4月1日より、水・木曜日の「夢さんぽ」が水曜のみの放送となる（ - 9月16日終了）。
- 4月2日、木曜日の新企画として「若大将のゆうゆう料理」開始。木曜日新レギュラーとして山瀬まみが加入（ - 9月24日終了）。
- 5月4・5両日、初の栃木県（栃木）を散歩。また18日は佐野を散歩した。
- 6月22日（月曜日）は「第115回全米オープンゴルフ最終日」中継（8:15-11:15）のため休止となった。
- 7月20・21両日は海の日にちなんで、湘南海岸周辺（鎌倉、藤沢）を散歩した。
- 7月25日、加山がこの日、コンサートツアー最終公演（NHKホール）前の会見にて、9月で番組終了することを明言した[9][10][11]。
- 9月21日〜23日、最終週序盤3日間は台東区を散歩した（21日:上野公園、22日:東上野、23日:かっぱ橋道具街）。23日の放送が実質上、加山最後の散歩となった。
- 9月25日、約3年5か月、全865回に亘る放送を終了。最終回は第1回放送の「浅草」編を振り返り、VTRの最後に加山が視聴者への御礼を述べた。なお本番組終了をもって加山以外にも、宮本はナレーション・通販コーナーMCともに降板、生稲・宮崎も番組本体から完全卒業となった[注 19]。また番組最後に翌週からの新番組『じゅん散歩』のPR映像を流して終了した。

## 放送内容
本番組は、加山の散歩と通販コーナー「いいものさがし」で構成。月曜・火曜の前半は加山の散歩を、水曜・木曜・金曜の前半は日替わり企画（夢を追う人、料理、傑作選）をおくる。後半は全曜日共通で通販コーナーを放送していた。
なお、2015年3月まで、水曜・木曜は加山の散歩を2日に分けて放送していた。
以下曜日別の内容は、テレビ朝日でのレギュラー放送による。

### オープニング
オープニングでは、月～水曜日は当日放送の散歩コース起点から加山が挨拶をした後、加山が歌うテーマ曲が流れてバックがフェード、加山の声による「夢は、想えば叶うんだ」と共に、加山の筆による「夢は想えば叶うんだ 雄三(印)」の書が表示され、さらにバックがフェードして青色となり、背景が描かれてタイトルロゴが登場する。その後に提供（当日の散歩から樹木などの映像に、画面の左右に放送内容を1行ずつ表示）が入る。なお、木・金曜日はタイトルバックから開始となる。
提供の後の流れとして、宮本隆治によるナレーションで月・火曜日は当日の散歩の見所を紹介。水・木曜日は直ぐにCMに入る。。金曜日は「若大将の趣味さんぽ」に入り、散歩の見所を紹介した後に加山とゲストによる1対1のトークへと続く。
2014年9月29日より3代目テーマ曲「Dreamer 〜夢に向かって いま〜」の使用開始に伴い、これに合わせオープニングならびにタイトルバックのCGを一新、最終回まで使用された。
- 番組初回から2014年9月26日までは、宮本による「関心、感動、感謝…。若大将が人生の三かん王を目指して歩きます…」のナレーションと共に、加山の筆による「人生の三かん王 関心 感動 感謝 雄三(印)」の書に続けてタイトルバックを表示していた。2013年12月30日までは続けて、宮本のナレーションにより当日の散歩の見所を紹介した。その後に提供を挟み、月・火曜日は、加山の映っている部分を出し「CMのあとは若大将の●●さんぽ」[注 22] と表示した。また水・木曜日は通販の商品を紹介した（ナレーションは山本百合子）。また2012年6月下旬よりCM明けに告知（番組関連商品の告知など[注 23] ）が入れられ、その後本編に入る形になった（稀に本編後に入る場合もある）。2012年9月17日からは2代目テーマ曲「逍遙歌〜そぞろ歩けば〜」が採用されたのに伴いタイトルバックが多少リニューアルされ、宮本のナレーションもゆっくりしたものとなった。
- 2012年9月27日まで、木曜日は加山の挨拶（前日の挨拶をそのまま使用）の後、前日のおさらいを紹介（青枠囲みで、左上隅に「昨日は…」と表示された）し、その後の流れは水曜と同じとなっていた。
- 2014年1月6日よりオープニングが大幅にリニューアルされ、タイトルバックの後に提供を挟み、そのまま本編へ入る形となり、当日の散歩の見所紹介と水〜金曜日の通販の商品紹介が廃止され、月〜水曜日は当日散歩する街の歴史の紹介、木曜日は当日散歩する街の紹介と前日（水曜）のおさらい、金曜日は「週末ゆうゆう散歩」の今週の散歩のおさらいをした後（ナレーション：宮本・テーマ曲はここまで[注 24]）、本編→告知→CMの順となり、散歩パート終了までノーCMで放送されるようになったが、金曜日が「若大将の趣味さんぽ」を開始した事に伴い従前のフォーマットに準じた形となった。だが、2014年4月2日よりオープニングが再度リニューアルされ、当日の散歩の見所紹介が復活した。これに伴ってCM→本編→告知→CMの順となり、2014年6月2日から「CMのあとは若大将の●●さんぽ」が復活し、水・木曜日にも表示されるようになった（10月の「夢さんぽ」開始に伴い水・木曜の表示を廃止）。
- 月・火曜日の冒頭の加山の挨拶の際、画面下側に3駅区間の路線図と「今日の散歩コースは●●」のテロップが表示される。
- 金曜日は開始とともにテーマ曲が流れそのままオープニング映像から始まる。2013年12月27日までその後の流れは、「週末ゆうゆう散歩」見所（ナレーション：宮本）→提供→通販紹介（ナレーション：山本）の順[注 25]。

### 月曜日〜木曜日
- 加山が散歩をしながら街の紹介をする。この番組のメインコーナーでもある。加山が路地裏や商店街などを散策しながら街の人々と交流したり、デジタルカメラで風景を撮影したりする。2014年10月より現在の形にリニューアルされた。また同じ時期から、立ち寄った場所で出会った人たちと記念撮影をした際には、そこを訪れての一言とともに写真を紹介している。
- 加山の散歩スタイルは基本的には手ぶらである。ただし、散歩の進行によっては持ち物を使用することがある（参照）。
- 月・火曜の散歩の終わりには、加山が毛筆による書をしたため[注 26]、印象に残った物や出来事・場所などの印象をコメントし、最後に「今日の一筆」[注 27]として、加山がしたためた書が披露され、これを自ら読み上げて締めるのが恒例。また、スペシャル版では水彩画も描いていた[注 28]。
- 水・木曜は番組開始当初より、同一散歩コースを2日間、前後編形式で放送していた（例外的に月・火曜でも前後編形式の場合あり[注 29]）。また水・木曜のどちらかが放送休止となる場合、金曜にも放送されていた（その場合、金曜の企画は休止となっていた）。なお、2015年4月より水・木曜とも別々の企画に分断され、この方式は廃止となった。
- 2012年9月26日まで水曜は本編終了と「骨骨☆10秒体操」の間に翌日（木曜）の予告を挿入していた。また、9月27日まで木曜のオープニング冒頭では、前日（水曜）のおさらいをしていたが、CM明けの本編前に告知がある場合は他の曜日と同じフォーマットとなっていた。
- 2014年1月9日から、本編の中程に「散歩で寄りたい街の絶品グルメ」として、番組おすすめの飲食店が一店舗紹介される[注 30]。当初は木曜のみだったが、2月17日からは不定期で月・火曜（稀に水曜）にも設けられている。ただし、加山が散歩で飲食店等に立ち寄った場合は放送されていない。なお、この企画は当日の散歩での収録とは別に収録している為、加山は一切立ち寄っていない。紹介した店の場所は「かやまっぷ」で一時的に表示される。
- 番組開始当初から長きにわたり1日1コースを紹介し、また月・火曜が祝日となる週は同一散歩コースを2日間、前後編形式で放送していたが、2015年7月以降は毎週のように前後編形式となっている。
- ナレーションは元NHKアナウンサーで、フリーアナウンサーの宮本隆治が担当[注 31]。また、「夢さんぽ」では、「ゆうゆう散歩 いいものさがし」のナレーションを担当する山本百合子がサブナレーションを担当している。
- テロップに使用する飾りはいずれも加山に因んだ物（映画、音楽、船）を模しており、「散歩人 加山雄三」やスポット・情報の説明等を表示する際は映画のフィルム（映写機に脚を付けたイラストを追加する場合もある）、本編冒頭の地名には波と操舵輪、飲食店などの場合はレコードやベースギターを模した飾りを使用している。
- なお、散歩で立ち寄った店舗・施設の所在地・電話番号は番組内では表示せず、公式サイトにて紹介。このため、VTR中の終盤に画面左下に検索ボックス（白の縁取りに青色の地で「お店などの詳しい情報はゆうゆう散歩検索↖」。検索ワード「ゆうゆう散歩」は白地枠内に表記）のテロップが表示される（全曜日共通）。ただし前番組『ちい散歩』のものに比べ少し小さい表示となっている。ただし日によっては右下に表示する場合もある。

#### 水曜日・木曜日の企画

##### 「心に残る風景を描くさんぽ」
- 2013年2月6日から2014年3月20日まで、水・木曜の企画として放送された。
- 加山がデジタルカメラで画題となりそうな風景を撮影し、散歩の終点とした場所で水彩画を描き上げ[注 32]、「心に残る今日の一枚」として披露した[注 33]。
- また、木曜の本編冒頭で「前日（水曜）のおさらい」が復活している[注 34]。

##### 「夢さんぽ」
- 毎週水曜日・木曜日（末期は水曜日のみ）に放送されていたコーナー（2014年10月22日 - 2015年9月16日）。正式タイトルは「夢に向かって頑張っている人を訪ねるさんぽ」。コンセプトは、加山が信じている事と言われオープニングの書にしたためた「夢は想えば叶うんだ」と、番組テーマ曲「Dreamer 〜夢に向かって いま〜」にちなむ（本編開始時に、画面下部分に「若大将が夢に向かって頑張っている人を訪ねます!」と表示）。
- コーナーでは「夢を追う人」にスポットを当て、加山がその人を訪ね、夢を応援する。なお、「夢を追う人」の募集は番組のエンディングで告知しており、ハガキ・番組ホームページ内で実施していた。
- コーナー開始当初より木曜と2日間通しで放送されていたが、後述の「ゆうゆう料理」開始に伴い、2015年4月1日より水曜のみに一本化された。

##### 「若大将のゆうゆう料理」
- 番組末期のコーナーで、毎週木曜日に放送されていた（2015年4月2日 - 9月24日）。タイトル通り加山が料理を披露するコーナーで、パートナーとして山瀬まみが出演。半年間で全26回にわたり放送、延べ32品もの料理を披露した（一覧を参照）。
- 加山自らのレシピコレクションから毎回一品作る。料理の完成後、加山と山瀬が試食し、それぞれコメントしていた。
- 通常は加山、山瀬ともにエプロン姿で出演するが、最終回では加山の愛船である光進丸[注 35]をイメージし、加山が「光進丸のシェフ」に扮してシェフ姿、山瀬は「光進丸に招待された客」に扮してドレス姿で出演した。
- なお、紹介した料理のレシピは番組公式サイトにて公開していた。

| 01 | 2015年4月2日  | トマトオムリゾット                        |         |
| 02 | 2015年4月9日  | サイコロステーキピラフ                    |         |
| 03 | 2015年4月16日 | カルボナーラ                              |         |
| 04 | 2015年4月23日 | コンビーフライスとみそ汁                  |         |
| 05 | 2015年4月30日 | 鶏の唐揚げうま煮そば                      |         |
| 06 | 2015年5月7日  | 若大将流鮭缶パスタ                        |         |
| 07 | 2015年5月14日 | 船長のカレー南蛮うどん                    |         |
| 08 | 2015年5月21日 | 若大将流シーフードパスタ                  |         |
| 09 | 2015年5月28日 | 加山家秘伝のトマトライス                  |         |
| 10 | 2015年6月4日  | 若大将のこだわりとんかつ                  |         |
| 11 | 2015年6月11日 | 加山家の味 バラハン                       |         |
| 12 | 2015年6月18日 | 手羽元のソテーとトマトスープ              |         |
| 13 | 2015年6月25日 | 黄ニラの焼ききしめん                      |         |
| 14 | 2015年7月2日  | マグロとホタテのソテー                    |         |
| 15 | 2015年7月9日  | 豚のしょうが焼き定食                      |         |
| 16 | 2015年7月16日 | 若大将流とびっこパスタ                    |         |
| 17 | 2015年7月23日 | 若大将流オムライス                        |         |
| 18 | 2015年7月30日 | 若大将のシーフード鉄板焼き                |         |
| 19 | 2015年8月6日  | 若大将の特製春巻き                        |         |
| 20 | 2015年8月13日 | 若大将流親子丼                            |         |
| 21 | 2015年8月20日 | レバニラ炒め定食                          |         |
| 22 | 2015年8月27日 | カニ五目炒飯                              |         |
| 23 | 2015年9月3日  | 手羽先の唐揚げとガーリックトースト        |         |
| 24 | 2015年9月10日 | サバのみそ煮定食                          |         |
| 25 | 2015年9月17日 | ビーフストロガノフ&オニオングラタンスープ |         |
| 26 | 2015年9月24日 | 若大将の創作コース                        | ※最終回 |

### 金曜日
金曜日は番組開始当初から2012年9月28日まで、他の曜日より30分拡大して放送していたが、10月5日より他曜日と同じフォーマットで放送されるようになり、最終回までこの態勢となった。なお、拡大版時代は番組終了後すぐ『おかずのクッキング』へ接続していた（ステブレレス）。
コーナー終了直後には、加山のコンサートツアーの告知が挿入されていた。

#### 「特選散歩」
番組開始当初からのコーナーで、2013年10月25日まで放送された。前番組『ちい散歩』の「特選・ちい散歩」と同様、本番組でも過去の傑作選を放送しており、後期の「若大将のおすすめ散歩」（後述）の源流ともいえる企画であった。
- これまでに加山が散歩したコースから厳選、主に月・火曜日に放送した中からアンコール放送。放送順は第1週（2012年5月11日）の「浅草」編（5月7日放送）から月・火曜の放送順に準ずるが、2013年6月28日放送の「両国」編（2012年12月11日放送）の後に季節調整を行い、7月5日放送より「高幡不動」編（2013年4月1日放送）からの放送となったが、9月27日放送の「馬車道」編（2013年5月27日放送）の後に調整を行い、10月4日放送より「池尻大橋」編（2012年10月1日放送）からの放送となっていた。
- タイトルバックの後の見所紹介にて、宮本が「今日は、『若大将のお散歩を見逃してしまった…』と言う方の為に、もう一度お届けします」と前置きした上で、その日放送の回の見所をナレーションした。
- オープニングの加山の挨拶は本編の冒頭に挿入されており、また冒頭に「※○月○日に放送したものです」のテロップが表示されていた（現在の「おすすめ散歩」と同様、特殊条件が発生する場合もあった[注 37]）。
- 番組開始当初からは本放送されたものをそのまま放送していたが、2012年10月5日以降は放送時間の短縮に伴い、本放送されたものを単純に短く編集したもの[注 38]となった（現在の「おすすめ散歩」も同様）。
- 水・木曜に放送された回は原則として放送しなかった。
- 月・火曜に放送された回においても、前後編形式及び拡大版で放送した回など、条件によっては放送されない場合もあった。
- 加山以外の芸能人に遭遇した回（権利上の問題。ただし一部例外あり）など、条件によっては放送されない場合があった。また他曜日に報道特別番組等で休止となり、1日順送りで木曜日予定分が放送される場合など、当初予定回の放送が中止となることもあった。
- 散歩の終わりの加山の感想の際にバックで流れるテーマ曲が、2012年9月21日放送（2012年7月17日放送「蔵前」編）より「星の旅人」（インストゥルメンタル版）から「逍遙歌〜そぞろ歩けば〜」に差し替えられたが、この処置は2013年1月18日放送（2012年9月11日放送「上野」編）まで続けられた。なお、散歩中に流れるメインBGMは、放送当時に使用していた加山の曲が流されていた。
- コーナー終了後は「ゆうゆう散歩 いいものさがし」（拡大版廃止後も同様）。
- 2013年10月25日放送の「青山」編を最後にいったん終了したが、この流れをくむ形で、2015年1月30日より「若大将のおすすめ散歩」がスタートした。

#### 「金曜散歩」
金曜日の拡大版時代、第2部では、週ごとに違う散歩人が出演し、それぞれ趣の異なる散歩企画を放送していた。2012年9月まで、以下の企画をそれぞれ月1回ペースで放送していた。
「東幹久のふれあい下町さんぽ」（2012年5月11日 - 9月21日）
「ラッシャー板前の市場さんぽ」（2012年5月18日 - 9月28日）
「土井善晴のおいしい散歩」（2012年5月25日 - 9月14日）
「宮嶋アナの元気が出る散歩」（2012年6月8日 - 9月7日）
- 前番組『ちい散歩』で2012年4月19日まで放送していた「木曜散歩」から東、ラッシャー、土井の3企画をこの番組で継続[5][6]のほか、この番組では宮嶋の企画が新規に追加された。
- ナレーションは佐分千恵[注 39]（「宮嶋アナの元気が出る散歩」は田畑祐一）が担当していた。
- コーナー終了後すぐ「骨骨☆10秒体操」→インフォマーシャル（「磯山さやかの旬刊!いばらき」）→「おでかけ情報散歩」という流れだった。
- 2012年9月28日放送の「ラッシャー板前の市場さんぽ」を最後に、全企画が終了となった。

#### 「おでかけ情報散歩」
- 最新の商品やテレビ朝日の後援イベント・テレビ朝日の番組宣伝などの情報を紹介するコーナー。前番組『ちい散歩』の「おでかけ情報散歩 どこいく?」を継承。ナレーションは佐分千恵アナが担当していた。
- イベントによっては、番組特別電話予約の受付を行う場合もあった。
- 2012年9月28日を以て本コーナーは終了となったが、イベント情報は本番組から移譲する形で同年10月2日より『イベント情報 カンゲキ』に改題して、毎週火曜日と金曜日の週2回、平日午後のドラマ再放送枠（関東ローカル）[注 40]にて放送している。

#### 「週末ゆうゆう散歩」
2013年11月1日から2014年3月7日まで放送されたコーナー。翌週放送される加山の散歩の見所を紹介していた。
- 2013年12月27日までは、タイトルバックの後の見所紹介にて、宮本が「この週末、皆さんはどちらにお出掛けになりますか? 今週も、様々な街を訪ねた『ゆうゆう散歩』…。気になる来週のお散歩を、一足早くお届けします」とナレーションする中で、月曜〜木曜に放送した散歩を振り返った後、翌週放送される散歩の見所をハイライトで紹介した。また、本編の冒頭で「出会いを求めて街から街へ…。 来週も個性豊かな街を、若大将が歩きます…」の宮本のナレーションが入る形で本編を始めていた。
- 月・火曜日の放送が前後編形式の場合は、前編・後編に分けて紹介していた。
- 2014年1月6日からのオープニングの大幅リニューアルに伴い、1月10日から今週の散歩のおさらいをした後本編に入るようになり、本編終了後は加山のコンサートツアーの告知→番組関連の告知の順に変更された。

#### 「若大将の趣味さんぽ」
2014年3月14日から2015年1月23日まで放送されたコーナー。正式タイトルは「ゆうゆう散歩趣味編」。毎回「趣味の達人」と称して、著名人のゲストが各1名2週に亘って散歩人として登場し、自らの趣味をたどる散歩を紹介（内容は1週目と2週目で異なる）。そのため、加山は散歩せずにスタジオMCを担当、スタジオにリビングをセットして収録する方式となった。これはリビングで寛いでいる加山のところにゲストが訪ねて来る設定で、加山とゲストがVTRを見ながらトークを展開（画面下部両側に丸ワイプを表示。左側に加山、右側にゲスト）していた。VTRの前後に加山とゲストによる1対1のトークが行われ、2週目の最後にはゲストが色紙にしたためた「趣味の格言」が紹介されていた。なお、加山以外が散歩人を務める企画は番組初期の「金曜散歩」以来であった。
- また、2週目のVTR終了後にゲストが出演するテレビ朝日番組や映画、演劇、コンサート等のイベント、または発売される書籍やCD、DVD等の告知がテロップで表示されていた。
- コーナー開始初期は、1週目にゲストが加山へのお土産を持参して登場するのが慣例となっていたが、途中からはゲストの任意で行っていた。

なお、企画終了から2か月後の2015年3月22日〜4月5日の3週にわたり、番外編として放送された。
| 放送された内容 | 放送された内容 | 放送された内容    | 放送された内容                  | 放送された内容 | 放送された内容 |
| No.            | 年             | 放送日            | ゲスト散歩人                    | ゲストの趣味、放送した内容 | 備考 |
| -------------- | -------------- | ----------------- | ------------------------------- | --- | --- |
| 1              | 2014年         | 3月14日 3月21日   | 竹中直人                        | 映画、フィギュア | |
| 2              | 2014年         | 3月28日 4月4日    | 小倉久寛                        | ギター、ブレイクダンス、インスタントラーメン | |
| 3              | 2014年         | 4月11日 4月18日   | 天童よしみ                      | 喫茶店巡り、招き猫収集 | |
| 4              | 2014年         | 4月25日 5月2日    | モト冬樹                        | ペット（主にイヌ） | 前編で訪れたペットショップは、2015年3月31日放送の「横浜・センター北」編で加山も訪れている。                               |
| 5              | 2014年         | 5月9日 5月16日    | 大友康平                        | 野球、中目黒散歩 | |
| 6              | 2014年         | 5月23日 5月30日   | 石井竜也                        | アート、古着屋巡り | |
| 7              | 2014年         | 6月6日 6月13日    | 寺門ジモン （ダチョウ倶楽部）   | 肉、革製品、懐中電灯 | 同年6月19日〜24日開催の「食べるために生きる男 寺門ジモン厳選!極上!!グルメ祭り」（東武百貨店池袋本店）の告知を兼ねて出演。 |
| 8              | 2014年         | 6月20日 6月27日   | 八代亜紀                        | 絵画、郷土愛（銀座にある熊本県アンテナショップを訪問、熊本ラーメンを堪能） | |
| 9              | 2014年         | 7月4日 7月11日    | 六代 桂文枝                     | 街歩き（大阪天神橋、中崎町を散歩） | |
| 10             | 2014年         | 7月18日 7月25日   | 森山良子                        | キッチン用品・和食器収集、代々木上原を散歩 | |
| 11             | 2014年         | 8月1日 8月8日     | 横山剣 （クレイジーケンバンド） | 車、横浜・本牧を散歩 | |
| 12             | 2014年         | 8月15日 8月22日   | DAIGO                           | 下北沢（祖父である元首相竹下登との思い出）、東京スカイツリータウンを散歩 | |
| 13             | 2014年         | 8月29日 9月5日    | 高嶋ちさ子                      | ジャガー、アウトドアグッズ、バイオリンのメンテナンス、代官山を散歩 | |
| 14             | 2014年         | 9月12日 9月19日   | グッチ裕三                      | 料理（浅草、神保町で食べ歩き） | |
| 15             | 2014年         | 9月26日 10月3日   | 笹野高史                        | そば（京王堀之内駅周辺の行き付けの店を訪問）、ショッピング（八王子で絶品コーヒーを堪能、コストコ多摩境店で買物）                                                                                   | |
| 16             | 2014年         | 10月10日 10月17日 | 中田喜子                        | DIY（ユニディ狛江店の店内工房で壁紙張りの腕前を披露）、自由が丘を散歩（輸入生地専門店を訪問、フラワーショップで加山へのお土産探し、フレンチレストランで食事）                                      | |
| 17             | 2014年         | 10月24日 10月31日 | 梅沢富美男                      | ふるさと愛（母親の出身地の青森県の特産品を販売している八丁堀駅近くのアンテナショップと神田駅近くの居酒屋を訪問）、義理人情に触れる（憧れの物語の舞台である浅草橋駅界隈を散策）                     | |
| 18             | 2014年         | 11月7日 11月14日  | 森口博子                        | ポストカード（表参道のカード専門店を訪問）、髙島屋新宿店を散策（鼎泰豐新宿店で小籠包を堪能、デパ地下でチーズケーキを購入）、思い出の街めぐり（三軒茶屋の電器店と三田のイタリアンレストランを訪問） | |
| 19             | 2014年         | 11月21日 11月28日 | 武田鉄矢                        | フライフィッシング（王禅寺の行き付けの釣り堀で腕前を披露）、神宮前を散策（青山ブックセンター本店を訪問、カフェに立ち寄りパンケーキを堪能）                                                         | |
| 20             | 2014年         | 12月5日 12月12日  | 北原照久                        | おもちゃ（中野ブロードウェイでお宝探し、横浜・山手のブリキのおもちゃ博物館を訪問）、横浜・山手の老舗料理店でハンバーグステーキを堪能                                                               | |
| 21             | 2014年         | 12月19日 12月26日 | 清水ミチコ                      | 伊勢丹新宿本店巡り（デパ地下などでお買物）、骨董通りを散策 | |
| 22             | 2015年         | 1月9日 1月16日    | 勝俣州和                        | 早朝の浅草を散歩（仲見世でシャッター壁画を観賞、浅草寺を参詣、豆腐店で油揚げとおぼろ豆腐を試食）、築地散策（築地場外市場で食べ歩き）                                                               | |
| 23             | 2015年         | 1月23日           | 生稲晃子                        | 博物館・美術館巡り（山種美術館で東山魁夷展を観賞、館内のカフェで一休み、宇宙ミュージアムTeNQで宇宙の神秘を体験）、商店街散歩（谷中銀座を散策）                                                     | コーナー最終ゲストにして、番組レギュラーから初のゲスト。 通常は2週だが、この回のみ1週となった。                           |
| 番外編1        | 2015年         | 3月22日           | 北斗晶                          | ブルドッグ用品専門店で買い物、写真撮影技術、メキシコ雑貨、メキシコ料理を堪能 | 番外編として、日曜日6:00 - 6:30の枠にて放送。 名古屋テレビへも同時ネット。                                                |
| 番外編1        | 2015年         | 3月22日           | ラサール石井                    | 東叡山寛永寺（江戸城の鬼門）を参詣、上野公園内巡り（清水観音堂でおみくじ→上野大仏で絵馬を購入）、合格祈願スポット（回向院）                                                                        | 番外編として、日曜日6:00 - 6:30の枠にて放送。 名古屋テレビへも同時ネット。                                                |
| 番外編2        | 2015年         | 3月29日           | ラサール石井                    | カレー | 番外編として、日曜日6:00 - 6:30の枠にて放送。                                                                             |
| 番外編2        | 2015年         | 3月29日           | 田山涼成                        | 深大寺を散歩 | 番外編として、日曜日6:00 - 6:30の枠にて放送。                                                                             |
| 番外編3        | 2015年         | 4月5日            | 加藤茶                          | ラーメン、築地を散歩、インスタントラーメンでアレンジ料理を披露 | 番外編として、日曜日6:00 - 6:30の枠にて放送。                                                                             |
| 番外編3        | 2015年         | 4月5日            | 田山涼成                        | ウサギ | 番外編として、日曜日6:00 - 6:30の枠にて放送。                                                                             |

#### 「若大将のおすすめ散歩」
番組末期のコーナーで、2015年1月30日から9月25日の最終回まで放送された。「特選散歩」（2013年10月25日終了。拡大版時代は第1部として放送していた）以来、およそ1年3か月ぶりの傑作選復活となった。
- 「特選散歩」と同様に、これまでに加山が散歩したコースから厳選、主に月・火曜日に前後編形式、または拡大版、水・木曜日（「心に残る風景を描くさんぽ」）で放送した回の中から再構成してアンコール放送していた。
- オープニングでは、宮本による「今日は、これまでに歩いた、若大将のおすすめ散歩を厳選してお届けします」のナレーションとともに、当日の散歩の見所を紹介（画面下部分に「若大将のおすすめ散歩を厳選してご紹介!」と表示）。
- VTRフォーマットは、本放送されたものを15分前後に再編集[注 38]したものを放送。そのため、画面下部分に「20XX年○月○日放送分を再構成しています」のテロップを数秒間表示していた（ただし、条件によっては、店舗等の閉店や移転等の旨を表示する場合もある[注 37]）。
- 最終回では初回放送の「浅草」編を再編集したものを放送し、VTRの最後に加山が視聴者の方々への御礼を述べた。

### 全曜日共通

#### 「ゆうゆう散歩 いいものさがし」
- 番組後半[注 58]のロッピングライフ提供によるテレビショッピングコーナー。前番組で行っていた「いいものさがし ちい散歩くらぶ」を継承。番組おすすめの商品を主に販売。
- 番組末期のコーナーMCは宮本隆治[注 31]、生稲晃子[注 59]、宮崎宣子[注 60]。生稲は番組開始当初から、宮本と宮崎は2014年7月1日から担当していた。また、アシスタントは日替わり担当となっていた（放送終了時点の担当は高田景子[注 59]、櫻田彩子[注 59]、吉木由美、武藤乃子、西尾はるな、黒住祐子、西島まどか）。また、商品説明VTRのナレーションは山本百合子が担当していた。
  - 番組開始当初から2012年5月31日まで矢島悠子アナ[注 59][注 61]、同様に番組開始当初から2014年6月26日までラッシャー板前[注 59]（水・木曜[注 62]）、2012年6月1日より2014年6月30日まで佐分千恵アナ[注 63]がMCとして出演していた。
  - また商品説明VTRのナレーションも番組開始当初から2012年5月31日までは疋田由香里[注 59]、同年6月1日から8月31日までは住友七絵が務めていた。
- スタジオセットは前番組『ちい散歩』末期の2012年4月にリニューアルされたばかりで、開始当初からしばらくはそれを継続して使用していたが、途中から多少変更されている。
- なお、出演者の名前を表示するテロップの文字飾りは、開始当初からしばらくは前番組の物を使用していたが、これも途中から変更されている（ただし書体は本番組と共通）。
- 番組開始当初より「骨骨☆10秒体操」の後[注 64]に続けて本コーナーに入っていたが、2012年10月29日放送[注 65]より、全曜日とも散歩パート終了直後にコーナーに入るようになり、コーナー開始時のタイトル映像を廃止して商品説明VTR（またはスタジオ）から開始するようになった。さらに2014年1月からは全曜日ともに散歩パートと本コーナー直前にCMが入る形となった。
- 拡大版スペシャルなどの場合、本コーナーにゲストが1〜2名登場[注 66]し、2〜3品を紹介する。拡大版では本コーナーの時間が散歩パートの時間よりも長くなるが、2013年2月25日〜3月1日の拡大版ウィークでは、散歩パートの時間を15分延長したために、本コーナーの時間を短縮した。
- なお本コーナーの派生番組として、前番組から継続[注 67]する形で、関東ローカルにて火曜日〜土曜日の早朝（月〜金曜深夜）帯で、本コーナーで取り上げた商品から厳選して紹介する通販番組『特選いいものさがし』を2014年9月27日まで放送していた[注 68]。本コーナーと同様に宮本、生稲、宮崎（宮本と宮崎は最末期（2014年8月28日 - 最終回まで））がMCを担当。本コーナーを2014年6月に降板したラッシャー、佐分[注 63]は2014年8月28日までMCを担当した。
- テレ朝チャンネル2 ニュース・情報・スポーツおよび一部の地方局では、当コーナーを挿入していない。
- 2015年9月25日の本番組終了をもって、生稲、宮本、宮崎がそろってコーナーMCを卒業[注 19]。翌週からの新番組『じゅん散歩』の開始とともに、同番組内の「ものコンシェルジュ」（MC：新山千春、愛華みれ）へとリニューアル。これにより、番組名を冠した「いいものさがし」シリーズは8年半の歴史に幕を下ろした。

#### 「骨骨☆10秒体操」
「骨骨（こつこつ）先生」こと長谷愼一（柔道整復師・長谷接骨院院長）によるミニコーナー。骨骨先生が10秒間でできるエクササイズを毎日レクチャーしていく。テーマは週ごとに変わっていた。番組開始当初から2013年12月27日まで放送された。
- コーナーに入ると同時に「骨骨先生」のアニメーションが登場し、音楽とともに「散歩の前に、骨骨☆10秒体操!」とタイトルコールが入っていた。なお、タイトルコールの声は疋田由香里[注 59]→住友七絵と交代し、2012年9月3日放送から山本百合子が担当していた。
- 放送のタイミングは、2012年10月29日以降全曜日とも「ゆうゆう散歩 いいものさがし」終了直後、最後のCM前告知（明日の散歩紹介）に入る直前となっていた。なお、2012年10月26日までは全曜日とも散歩パート終了後「ゆうゆう散歩 いいものさがし」に入る直前だった。ただし、金曜日は9月28日まで第2部終了後CM（『磯山さやかの旬刊!いばらき』）に入る直前に行っていた。
- バックで流れる歌（長谷が歌っている）およびフレームの絵柄は『ちい散歩』時代後期のものを継続して使用していた。

### エンディング
通常版では、最後のCM明けにエンディングテーマが流れるとともに、翌日の放送内容を一足早く紹介する。流れ（テロップ表示順）は以下の通り。
1. 上部分に明日の告知を表示（例：月曜日「明日は（地名）を散歩します」。エンディング終了まで）、宮本が「明日は○○します」とナレーション。下部分には提供クレジットをエンディング終了まで表示（テレ朝のみ）。
2. 右上に「番組テーマ曲『（曲名）』/加山雄三」・「エンディングテーマ『（曲名）』/（歌手名）」・「技術協力 TSP テイクシステムズ」・「衣装協力 …」と表示。
3. 右上に「制作 ／tv asahi VIVIA ロッピングライフ」と表示して終了。

非通常版（番販ネット用）などでは、初代テーマ曲「星の旅人」にのせて番組を紹介する映像（宮本のナレーションが入る）に続けて、最後に清澄庭園から加山が登場し、画面下に制作者の名前と「若大将のゆうゆう散歩 次回をお楽しみに」と表示され、加山の挨拶とともに終了。なお最後の映像はジャンクション（後述）とともに「深川」編（2012年6月4日放送）収録時に撮影されたものである。また一部地域ではこの映像を放送せず、独自のエンドカードを表示する局もある。

## かやまっぷ
散歩の進行に合わせ、「かやまっぷ」という淡い青色を基調としたマップが画面に表示される。加山が歩いたコースの道路部分に青線を表示。マップ上には加山が行った各所ごとのイラストが描かれ（イラストは散歩の進行に合わせて追加される）、散歩終了時には「今日のオススメ散歩コース」として赤線でルートと、加山が歩いた歩数と距離がマップ上に表示される。2015年5月5日からは、マップを表示しながら、加山のコメントを画面上部左側にワイプ表示する方式に変更している。
また「金曜散歩」でも「かやまっぷ」と同様のマップを使用していた。加山の散歩と同様に、進行に合わせて青線やイラストが表示されたが、歩数などは表示されない。また企画によって「あずまっぷ」・「みやじまっぷ」等の名称が使用された。
「東海道さんぽ」では、2013年2月25日・26日放送分より古地図をベースにした特別仕様のマップに変更となり、「かやまっぷ」の表示も金色の扇子に黒色の筆文字で「かやまっぷ」と書かれた飾りが付けられた特別仕様となった。

## 出演者
『ちい散歩』の終了に伴う早急な番組立ち上げであったためか、開始当初は加山を除いて、前番組からスライドで出演している人が大半を占めていた。
- 加山雄三（※『若大将のゆうゆう散歩』散歩人）
散歩パート（月～火曜日）、「夢さんぽ」（水曜日）、「ゆうゆう料理」（木曜日）、「おすすめ散歩」（金曜日）
「若大将の趣味さんぽ」（MC 金曜日 2014年3月14日 - 2015年1月23日）
- 生稲晃子（女優、元アイドル[注 71] 現：自由民主党参議院議員）- 「ゆうゆう散歩 いいものさがし」（MC）
- 矢島悠子（テレビ朝日アナウンサー）- 「ゆうゆう散歩 いいものさがし」（MC 2012年5月7日 - 5月31日）
- ラッシャー板前（タレント、たけし軍団）
「ゆうゆう散歩 いいものさがし」（MC 2012年5月9日 - 2014年6月26日）
「ラッシャー板前の市場さんぽ」（金曜日、月1回 2012年5月18日 - 9月28日）
- 東幹久（俳優） - 「東幹久のふれあい下町さんぽ」（金曜日、月1回 2012年5月11日 - 9月21日）
- 土井善晴（料理研究家・フードプロデューサー）- 「土井善晴のおいしい散歩」（金曜日、月1回 2012年5月25日 - 9月14日）
- 市川寛子（テレビ朝日アナウンサー、当時）- 「土井善晴のおいしい散歩」（金曜日、月1回 2012年5月25日 - 9月14日）[注 72]
- 佐分千恵（テレビ朝日アナウンサー、当時 現：フリーアナウンサー）-「ゆうゆう散歩 いいものさがし」（MC 2012年6月1日 - 2014年6月30日）
- 宮嶋泰子（テレビ朝日アナウンサー、当時[注 73] 現：スポーツジャーナリスト）- 「宮嶋アナの元気が出る散歩」（金曜日、月1回 2012年6月8日 - 9月7日）
- 長谷愼一（長谷接骨院 - ウェイバックマシン（2000年10月1日アーカイブ分）院長）-「骨骨☆10秒体操」（2012年5月7日 - 2013年12月27日）
- 宮本隆治（フリーアナウンサー、元NHKアナウンサー）- 「ゆうゆう散歩 いいものさがし」（MC 2014年7月1日 - 2015年9月25日 ※メインナレーター兼任[注 31]）
- 宮崎宣子（フリーアナウンサー、元日本テレビアナウンサー）- 「ゆうゆう散歩 いいものさがし」（MC 2014年7月1日 - 2015年9月25日）[注 60]
- 山瀬まみ（タレント） - 木曜日「若大将のゆうゆう料理」（MC 2015年4月2日 - 9月24日）

### 「ゆうゆう散歩 いいものさがし」アシスタント
（※日替わり出演）
- 高田景子（2012年5月 - 2015年4月30日）
- 櫻田彩子
- 野中りえ（2012年5月 - 2013年6月27日[20]）
- 玉川美帆（2013年3月19日）
- 佐藤友紀（2013年3月25日、6月11日）
- 吉木由美（2013年3月28日 - ）
- 武藤乃子（2013年3月29日、4月1日 - ）
- 西尾はるな（2013年8月13日 - ）
- 黒住祐子（2015年1月29日 - ）
- 西島まどか（2015年2月2日 - ）

### ナレーション
- 宮本隆治 - 本番組のメインナレーター[注 31]。
- 疋田由香里 - 「ゆうゆう散歩 いいものさがし」2012.5.7-5.31
- 佐分千恵（テレビ朝日アナウンサー）
「金曜散歩（東幹久のふれあい下町さんぽ・ラッシャー板前の市場さんぽ・土井善晴のおいしい散歩）」2012.5.11-9.28
「おでかけ情報散歩」2012.5.11-9.28
VTR前告知（「ちい散歩DVD-BOX」・「ゆうゆう散歩2013年カレンダー」など）
- 住友七絵 - 「ゆうゆう散歩 いいものさがし」2012.6.1-8.31
- 田畑祐一（テレビ朝日アナウンサー） - 「金曜散歩（宮嶋アナの元気が出る散歩）」2012.6.8-9.7
- 山本百合子
「ゆうゆう散歩 いいものさがし」2012.9.3-2015.9.25
「夢さんぽ」（水曜日）2014.10.22-2015.9.16
VTR後告知（「ゆうゆう散歩2015年カレンダー」）

## 編成・ネットなど
地上波は関東ローカルで、主に平日の午前9:55 - 10:30の枠で放送されていた。また、BS朝日でも月〜木曜に2週遅れで（2012年7月から9月までは週1回土曜日にも）放送されていた。またCSデジタル放送のテレ朝チャンネル2 ニュース・情報・スポーツでも放送され、地上波一部地域でも番組販売の形（主に単発扱い）で放送されていた。
ただし、CS放送及び一部地域分では30分枠となり、これまで地上波で放送した回のうち月・火曜日のものを中心に放送していた（「ゆうゆう散歩 いいものさがし」は挿入していない）。
関東地区では原則として毎年3月11日と年末年始の特別編成期間（12月29日〜1月3日）、報道特別番組を必要とするような事件・事故・自然災害・裁判などや、アメリカで開催されるゴルフ大会（全米オープンおよび全米女子オープン、いずれも最終日）と重複する場合を除き、祝日も含め毎日放送されていた。なお、ゴルフ中継は毎年6月（全米）、7月（全米女子）とそれぞれ日本時間の月曜日朝にあり、9時55分時点で中継延長の場合は休止となり、それらの場合、いずれも放送予定を延期して後日放送されていた。ただし、9時55分以降も当初からゴルフ中継が組まれている場合は休止となっていた。
また、テレビ朝日など一部の局やテレ朝チャンネル2では字幕放送を行っていた。

### ネット局
（放送時間は最終放送時点のもの。）
| 放送対象地域 | 放送局            | 系列           | 放送時期                      | 放送時間                                                    | 備考                                                                                      |
| ------------ | ----------------- | -------------- | ----------------------------- | ----------------------------------------------------------- | ----------------------------------------------------------------------------------------- |
| 関東地方     | テレビ朝日        | テレビ朝日系列 | 2012年5月7日 - 2015年9月25日  | 月〜金曜日 9:55-10:30 2012年9月28日まで金曜日のみ9:55-11:00 | ※製作局                                                                                   |
| 青森県       | 青森朝日放送      | テレビ朝日系列 | 2014年4月1日 - 9月26日        | 月〜金曜日 13:05-13:40（関東地区より14日遅れ）              | それ以前に不定期放送されていた（時期不明）。                                              |
| 秋田県       | 秋田朝日放送      | テレビ朝日系列 | 時期不明                      | 木曜日・金曜日 14:25-14:55（不定期放送）                    |                                                                                           |
| 山形県       | 山形テレビ        | テレビ朝日系列 | 2012年7月15日 - 9月30日       | 日曜日 6:00-6:30                                            |                                                                                           |
| 福島県       | 福島放送          | テレビ朝日系列 | 2012年7月7日 - 2015年12月     | 土曜日 16:55-17:25                                          | 週によっては放送しない場合あり。                                                          |
| 長野県       | 長野朝日放送      | テレビ朝日系列 | 2012年5月7日 - 2013年3月18日  | 月曜日 9:55-10:30                                           | 同時ネット。                                                                              |
| 長野県       | 長野朝日放送      | テレビ朝日系列 | 2013年10月5日 - 2014年3月29日 | 土曜日 6:30-7:00                                            |                                                                                           |
| 長野県       | 長野朝日放送      | テレビ朝日系列 | 2014年4月1日 - 2015年3月26日  | 月〜木曜日 5:15-5:50（関東地区より14日遅れ）                | 当初は13:13-13:48枠で放送。 2014年6月30日より枠移動                                       |
| 静岡県       | 静岡朝日テレビ    | テレビ朝日系列 | 2012年7月14日 - 10月20日      | 土曜日 9:30-10:00                                           |                                                                                           |
| 中京広域圏   | 名古屋テレビ      | テレビ朝日系列 | 2014年3月15日 - 4月12日       | 日曜日 6:00-6:30                                            | 3月22日は番外編第1週を同時ネット。                                                        |
| 広島県       | 広島ホームテレビ  | テレビ朝日系列 | 2012年8月7日 - 2013年1月29日  | 火曜日 9:55-10:25                                           |                                                                                           |
| 山口県       | 山口朝日放送      | テレビ朝日系列 | 2012年7月 - 2013年3月         | 日曜日 6:00-6:30（不定期放送）                              |                                                                                           |
| 山口県       | 山口朝日放送      | テレビ朝日系列 | 2013年4月6日 - 12月           | 土曜日 6:00-6:30                                            |                                                                                           |
| 愛媛県       | 愛媛朝日テレビ    | テレビ朝日系列 | 2012年10月1日 - 2013年3月28日 | 月〜木曜日 5:15-5:50（関東地区より14日遅れ）                |                                                                                           |
| 福岡県       | 九州朝日放送      | テレビ朝日系列 | 2012年7月 - 2016年3月         | 日曜日 6:00-6:30金曜日 10:40-11:35                          | 週によっては放送しない場合あり。 また、金曜日に放送される場合は2本立てで放送。            |
| 熊本県       | 熊本朝日放送      | テレビ朝日系列 | 2013年10月 - 2014年3月        | 月曜日 14:25-14:55                                          |                                                                                           |
| 鹿児島県     | 鹿児島放送        | テレビ朝日系列 | 2013年4月3日 - 9月25日        | 水曜日 11:14-11:45                                          |                                                                                           |
| 富山県       | 北日本放送        | 日本テレビ系列 | 2012年7月5日 - 2015年10月15日 | 木曜日 15:55-16:25                                          | 唯一の系列外ネット。                                                                      |
| 日本全国     | BS朝日            | BSデジタル     | 2012年5月21日 - 2015年3月19日 | 月〜木曜日17:25-18:00（地上波より14日遅れ）                 | 2015年3月19日放送をもってBS朝日での全放送を終了。                                         |
| 日本全国     | BS朝日            | BSデジタル     | 2012年7月7日 - 9月29日        | 土曜日9:30-10:00                                            | 2015年3月19日放送をもってBS朝日での全放送を終了。                                         |
| 日本全国     | テレ朝チャンネル2 | スカパー!      | 2012年8月 - 2016年?           |                                                             | 旧・朝日ニュースター 2014年4月1日より現名称。                                             |
| 日本全国     | テレ朝チャンネル1 | スカパー!      | 2012年8月5日 - 2013年3月31日  |                                                             | 旧・テレ朝チャンネル（放送当時） テレビ朝日のCS放送再編に伴う編成見直しに伴い、放送終了。 |

### 編成についての補足
- 毎年3月11日は東日本大震災発生からの節目の日であり、2014年と2015年のみ、震災関連の特別編成[注 85]のため、関東地方では放送休止となっていた。
- 遅れネット局では、編成により休止となる場合もある。
- BS朝日では毎年8月に全国高校野球選手権大会中継（朝日放送（現・朝日放送テレビ）制作）が編成される関係で、大会期間中は当日の試合スケジュールにより放送が休止となっていた。それ以外にも、月〜木曜夕方枠で放送されているドラマの放送時間（枠拡大もしくは一挙放送）の影響で、16:25-17:00に繰り上げて放送、もしくは休止となる場合があった。
- 表内の局以外にも新潟テレビ21（UX）[注 13]や瀬戸内海放送（KSB）などでも不定期で放送されていた。

## 散歩コース
加山が番組で歩いた散歩コースに、以下のものがある（エリアによっては複数回訪れている場合もある）。なかには「夢さんぽ」、または他の出演者が該当企画で訪れた場所も含まれるが、複数のエリアに行っていることも多いので一部割愛する。

### 東京都以外の関東

#### その他
茨城
石岡、大洗、行方、水戸

栃木
佐野、栃木

### 関東以外
新潟
長岡（長岡、寺泊、三島、与板）
山梨
忍野、山中湖

静岡
伊豆（修善寺温泉）、河津、下田、西伊豆（堂ヶ島）、三島

京都
京都（四条、錦市場）

福岡
北九州（門司港、若松）

## 使用楽曲
散歩パートでは、加山が歌う番組テーマ曲がメインBGMとして流れている。また、加山の往年のヒット曲や名曲（「君といつまでも」など）もBGMとして使用されることもあった（一時期を除く）。
流れている曲名については画面左下または右下にテロップで表示されていた（例：「♪Dreamer 〜夢に向かって いま〜」といった具合に）。
※表内の「A」はアルバム、「MA」はミニアルバム、「S」はシングルを表す。

### 番組テーマ曲
| 使用開始  | 使用終了  | 曲名                          | 歌       | 作詞       | 作曲   | 発売          | 備考                                                                                 |
| --------- | --------- | ----------------------------- | -------- | ---------- | ------ | ------------- | ------------------------------------------------------------------------------------ |
| 2012.5.7  | 2012.9.14 | 星の旅人                      | 加山雄三 | 谷村新司   | 弾厚作 | 2007年7月4日  | A「星の旅人」（2007年7月25日発売）にも収録                                           |
| 2012.9.17 | 2014.9.26 | 逍遙歌〜そぞろ歩けば〜        | 加山雄三 | さだまさし | 弾厚作 | 2012年9月26日 | A「加山雄三 プレミアム・ベスト」（2012年9月26日発売）にも収録                        |
| 2014.9.29 | 2015.9.25 | Dreamer 〜夢に向かって いま〜 | 加山雄三 | 松井五郎   | 弾厚作 | 2014年4月9日  | A「若大将EXPO～夢に向かっていま～ソング・ライブラリー」 （2014年8月6日発売）にも収録 |

### エンディングテーマ
| 歴代エンディングテーマ | 歴代エンディングテーマ           | 歴代エンディングテーマ | 歴代エンディングテーマ                           | 歴代エンディングテーマ |
| 期間                   | 曲名                             | アーティスト名         | 収録アルバムなど                                 | 備考                   |
| ---------------------- | -------------------------------- | ---------------------- | ------------------------------------------------ | ---------------------- |
| 2012.5.7 - 7.13        | 星の旅人                         | 加山雄三               | A「星の旅人」「加山雄三 プレミアム・ベスト」ほか |                        |
| 2012.7.16 - 10.5       | 幸せの定義                       | あべりょう             | A「泣きたくなるような宇宙の下」                  |                        |
| 2012.10.8 - 12.28      | 楽日                             | 宇宙人                 | A「珊瑚」                                        |                        |
| 2013.1.4 - 3.29        | 明日も歩くよ                     | あべりょう             | A「東京太陽系SHOW」                              |                        |
| 2013.4.1 - 6.28        | いのちの詩                       | 伊勢加奈子             | S「はつ恋」C/W曲                                 |                        |
| 2013.7.1 - 9.30        | 手のひらに勇気を                 | 井上昌己               | MA「えにし〜春夏秋冬」                           |                        |
| 2013.10.1 - 12.30      | 市場を歩こう                     | あべりょう             | A「マッチ売りの美少女は」                        | [ 27 ]                 |
| 2014.1.6 - 3.31        | ひと‐つながる‐ひと               | 山本雅也               |                                                  |                        |
| 2014.4.2 - 6.30        | ヒツジ旅                         | あべりょう             | A「尖閣、世界遺産へ」                            |                        |
| 2014.7.1 - 9.30        | サンビスタ                       | 高嶋ちさ子             | A「COLORS ～Best Selection～」                   |                        |
| 2014.10.1 - 11.28      | 向日葵                           | WHY@DOLL               | S「Magic Motion No.5」C/W曲                      |                        |
| 2014.12.1 - 2015.1.30  | 僕らはちっぽけな夢をほどきながら | なごみーず             |                                                  | [ 28 ]                 |
| 2015.2.2 - 3.31        | つながりたい                     | 井上昌己               |                                                  | [ 29 ]                 |
| 2015.4.1 - 5.29        | 明日へ向かう人                   | 半﨑美子               | A「明日へ向かう人」                              | [ 30 ]                 |
| 2015.6.1 - 7.31        | 誇れる日                         | 鈴木康博               | A「この先の道」                                  | [ 31 ]                 |
| 2015.8.3 - 9.25        | 鳥になりたい feat.江崎とし子     | 臼澤みさき             | A「SHINE north」                                 |                        |

## 主な持ち物
加山の散歩は基本的に手ぶらという散歩スタイルだったが、持ち物は用意していた。
- 主な持ち物の一つがデジタルカメラ[注 89]（機種はソニー サイバーショット DSC-HX5V ゴールド[注 90]）で、番組開始当初は使用する際「散歩のお供・デジタルカメラ」とテロップで表示されていた。
- 水彩画を描く際の用具は、2012年10月18日放送の「東伏見」編（後編）より加山が監修した番組特製の水彩画セットで描いている。なお番組で使用しているものと同様のセットは「若大将のゆうゆう散歩 オリジナル透明水彩セット」としてテレビ朝日のインターネットショッピング「Ropp!ng」で販売されていた（現在は販売終了）。
- 水彩画を描く際に活用する機器として、iPadまたはMacBook[注 91]を使用していた。
- 雨天時などで使う傘は、当初番組が用意したビニール傘を使用していたが、2014年5月21日放送の「田原町」編（前編）からは、当日立ち寄ったビニール傘発祥の店で購入したビニール傘を持参、番組末期まで使用していた。

## スペシャル

### スペシャルウィーク
毎年数回程度、スペシャルウイークとして週を通じて加山が新たに収録を行った散歩を放送していた。
- 2012年12月24日から12月28日まで1週間に亘り、「年末スペシャルウイーク」として祝日スペシャルと年末スペシャルを組み込む特別編成が組まれた。
- 2013年2月25日から3月1日まで1週間に亘り、全曜日9:55-11:25（90分）の拡大版として「東海道さんぽ」の一挙放送と、特別編で京都を散歩した回を放送。本番組としてはこれが初の全曜日拡大版となり、散歩パートの放送時間も通常の拡大版より15分延長された。
  - 前半2日間は新録版を放送し、25日は「東海道・神奈川宿〜保土ヶ谷宿」編、26日は「東海道・保土ヶ谷宿〜戸塚宿」編を放送した。「東海道・神奈川宿〜保土ヶ谷宿」編では、東海道五十三次の3番目の宿場である横浜市神奈川区周辺から、4番目の宿場である横浜市保土ケ谷区の天王町駅まで街道沿いに散歩した。「東海道・保土ヶ谷宿〜戸塚宿」編では、東海道五十三次の4番目の宿場である横浜市保土ケ谷区の保土ケ谷駅から権太坂周辺までと、5番目の宿場である横浜市戸塚区周辺を街道沿いに散歩した。
  - 後半3日間は、これまでに放送された東海道さんぽと、京都を散歩した回を再編集したものを放送し、27日は「東海道・日本橋〜品川宿」編と「東海道・品川宿〜川崎宿」編の中程まで、28日は「東海道・品川宿〜川崎宿」編の続きと「東海道・川崎宿〜神奈川宿」編を放送した。最終日の1日は、「京都・四条」編に「京都・錦市場」編を組み込れて再構成した特別編で放送した[注 92]。
  - 番組内で使用された東海道五十三次の地図や浮世絵などの画像は国立国会図書館の提供によるもので、新録版の前半2日間は「かやまっぷ」が特別製のものに変更された。
  - 散歩パートの冒頭に、「東海道さんぽ」のタイトル映像が初登場した。
  - 番組後半の「ゆうゆう散歩 いいものさがし」では「春のリフレッシュウィーク」と題して、各曜日に芸能人が1〜2名ゲスト出演。各曜日とも、生稲とラッシャーが別々にロケを行った（生稲、ラッシャーどちらかのロケに佐分アナが帯同する場合もある）。期間中、以下のゲストが出演した（○は生稲、□はラッシャーがナビゲート、黒塗りは佐分が帯同）。

  1. 25日 - 坂口杏里○、石丸謙二郎■
  2. 26日 - いっこく堂□
  3. 27日 - 芳本美代子○□
  4. 28日 - 多岐川華子○、春香クリスティーン■
  5. 01日 - パパイヤ鈴木□、くわばたりえ（クワバタオハラ）●

  - 期間中は2013 ワールド・ベースボール・クラシック（テレビ朝日が試合中継を担当）の開催直前であったため、番組中に同大会の見所が挿入された。

### 総集編
- 2012年8月8日は「第94回全国高等学校野球選手権大会・開会式」（朝日放送（現・朝日放送テレビ）制作、8:54-9:30）の後、9:30-10:30の枠で1時間にわたって放送された。第1部(9:30-9:55)では「感動の職人技傑作選」と題し、これまでの放送で加山が訪れた職人たちの技を厳選して紹介した[32]。続く第2部(9:55-10:30)は通常版で「大井町」編(前編)を放送。なお第1部終了後ステブレなしでそのまま第2部を放送した。また、第1部のみ福島放送、長野朝日放送、静岡朝日テレビ、瀬戸内海放送、山口朝日放送、長崎文化放送[注 81]、大分朝日放送[注 81]にも同時ネットされた。
- 2012年8月22・23日は2日に亘り、加山がこれまでの散歩で出会った人々、物、味などを振り返る総集編として、22日「素敵な出会い傑作選」、23日「街角グルメ傑作選」に分けて放送した。23日は「第94回全国高等学校野球選手権大会決勝戦・大阪桐蔭（大阪[注 46]）×光星学院（青森）」（朝日放送制作）の関係で10:25まで短縮して放送された。BS朝日では「素敵な出会い傑作選」はIBAF18U世界野球2012第2ラウンドが延長放送されたため、直前番組の韓流イブニング『迷わないで』（朝鮮語版）が10分繰り下げ開始となったため、休止となった。

### 祝日スペシャル
2013年度まで、祝日のみ90分に拡大し、9:55 - 11:25（関東地区）の枠で放送されていた。なお、本編終了後「ゆうゆう散歩 いいものさがし」も祝日スペシャル版として放送。ただし、祝日も日によっては通常版で放送される場合があった。2014年4月より『ワイド!スクランブル・第1部』の開始55分繰上げに伴い、後ろへの枠拡大が不可能となり、以降は祝日であっても通常版のみで放送された。
祝日スペシャルとして放送された回と内容は以下の通り。
2012年
- 7月16日（月曜日、海の日）　- 茅ヶ崎
「海の日スペシャル」と題し、加山の故郷である茅ヶ崎を散歩した。平均視聴率は4.0%（ビデオリサーチ調べ）[17]。
- 9月17日（月曜日、敬老の日） - 東海道・日本橋〜品川宿
「敬老の日スペシャル」と題し、東海道五十三次の起点である日本橋から、最初の宿場である品川周辺まで街道沿いに散歩。散歩の終わりを、毛筆による書ではなく絵（水彩画）を描き、以降「東海道さんぽ」として散歩する回は、水彩画を描いている。なお、この回で描いた絵は番組の2013年版カレンダー（壁掛け式、2012年11月3日発売）に収録[33]。
- 12月24日（月曜日、振替休日） - 京都・四条
加山が番組では初めて関西に上陸、晩秋の京都を散歩[注 46]。「東海道・日本橋〜品川宿」編に続き、散歩の終わりを、毛筆による書ではなく水彩画を描いた。このために、水彩画の画題を求めに下鴨神社へも散歩した。この回は2013年8月3日の「京都VS鎌倉 古都スペシャル」および2015年2月6日の「おすすめ散歩」でも再編集版で放送された。

2013年
- 1月14日（月曜日、成人の日） - 東海道・川崎宿〜神奈川宿
東海道五十三次の2番目の宿場である川崎周辺および鶴見・生麦付近と、3番目の宿場である横浜市神奈川区周辺を街道沿いに散歩。平均視聴率は7.4%（ビデオリサーチ調べ）[17]。
- 3月25日（月曜日） - 北九州・門司港
加山が番組初・史上最西端となる九州に上陸、福岡県北九州市門司港を散歩し、水彩画を描いた。また「心に残る風景を描くさんぽ」の総集編と加山のコンサートツアーの様子を紹介した。
「ゆうゆう散歩 いいものさがし」のスペシャル版は、ゲストにNON STYLEと、ノッチ（デンジャラス）がそれぞれ出演。前者はラッシャー、後者は生稲・佐分がナビゲートした。
本来の祝日である3月20日（水曜日、春分の日）が『2013 ワールドベースボールクラシック 決勝戦』の中継放送が予定されていた兼ね合いから、祝日以外に拡大版が放送される形となり、散歩パートの途中に「骨骨☆10秒体操」を挿入、番組中盤に「ゆうゆう散歩 いいものさがし」が組まれるなど、これまでの拡大版とは異なった番組編成となった。
- 9月23日（月曜日、秋分の日） - 東海道・戸塚宿
上述の九州編から約半年ぶりの祝日拡大版。2月に放送されたスペシャルウィーク以来久々の「東海道さんぽ」となったこの回、加山が東海道五十三次の4番目の宿場である横浜市戸塚区戸塚駅から戸塚区原宿周辺までを街道沿いに散歩した。また、9月30日～10月6日に開催された「若大将のゆうゆう散歩『心に残る1枚の風景画展』」の開催告知を兼ねて、加山が番組でこれまでに描いた絵を紹介（当日放送分も含む計40作品）したほか、加山のコンサートツアーの開催告知も紹介した。
「ゆうゆう散歩 いいものさがし」のスペシャル版は、ガッツ石松夫妻をゲストにオールロケバージョンで2品紹介し、1品目をラッシャーが、2品目を生稲がナビゲートした。
前回同様に、番組中盤に「ゆうゆう散歩 いいものさがし」を挟む番組編成となったが、「骨骨☆10秒体操」は休止となった。
この回をもって、祝日スペシャルは最後となった。

### 年末スペシャル
前番組『ちい散歩』同様、2012〜2013年は恒例に従い、年末の最終放送はスペシャル版で放送していた。
2回放送された年末スペシャルの放送内容は以下の通り。
『若大将のゆうゆう散歩 年末スペシャル』
- 2012年12月28日（金曜日）9:55 - 11:25（関東地区）の枠で放送。
「東海道・品川宿〜川崎宿」と「東京スカイツリー周辺」の2本立てで構成。「東海道・品川宿〜川崎宿」編では、東海道五十三次の最初の宿場である品川から鈴ヶ森付近までと、2番目の宿場である川崎周辺（六郷橋から川崎大師まで）を街道沿いに散歩。「東京スカイツリー周辺」編には、加山と親交があり、番組テーマ曲・「逍遙歌〜そぞろ歩けば〜」を作詞したシンガーソングライターのさだまさしがゲストで登場[注 88]。加山と共に東京スカイツリーからの眺望を楽しんだ後、吾妻橋[注 93]のアサヒビール本社ビルとスカイツリーをバックに、加山とさだによる生演奏が行われた。なお、ナレーションの宮本もこの回、初めて本番組に顔出しで出演し、曲紹介をした。
福島放送でも12月29日（土曜日）9:30 - 11:00の枠で放送された。

『若大将のゆうゆう散歩 '13年末スペシャル』
- 2013年12月30日（月曜日）9:55 - 11:25の枠で放送。
「富士山（山梨県忍野・山中湖）」と「神楽坂周辺」の2本立てで構成。「神楽坂周辺」編に、和田アキ子がゲストとして登場。番組の最後には加山が「職人技に感動した。来年も頑張りますので、よろしくお願いします」と1年間の視聴に対する御礼を述べた。
当日は青森朝日放送、福島放送、長野朝日放送、静岡朝日テレビへも同時ネット。
2014年3月29日にこのスペシャルの再編集版が放送されたほか、2015年1月30日の「若大将のおすすめ散歩」の初回にて、「富士山」編のうち忍野村を散歩した部分が15分の再編集版で放送された。
この回をもって、年末スペシャルは最後となった[注 94]。

### 若大将のゆうゆう散歩サタデー
前番組『ちい散歩』の「ちい散歩サタデー」の流れを汲み、本番組でも土曜日の午前枠に『若大将のゆうゆう散歩サタデー』と題した特番を不定期で放送（スペシャルサタデー第1部、関東ローカル）。主に過去放送分（前後編形式で放送されたもの等）を再編集したものを放送していた。また、番組後半はレギュラー放送同様「ゆうゆう散歩 いいものさがし」（1〜2品を紹介）を挿入（2014年8月2日「サマースペシャル」を除く）。
放送された回と内容は以下の通り。
- 2012年10月20日（10:55-11:45）　- 「感動の職人技スペシャル」
2012年8月8日放送の「感動の職人技傑作選」を中心に、その後散歩で訪れた場所で出会った職人たちの職人技を追加・再構成して放送。番組後半では「ゆうゆう散歩 いいものさがし サタデースペシャル」と題し、生稲とラッシャーが新宿東口にオープンしたビックロに来店、ペナルティのヒデとともに最新家電を紹介した[34]。
- 2013年8月3日（10:30-11:45）　- 「京都VS鎌倉 古都スペシャル」
この回より、「若大将のゆうゆう散歩特別編」として放送。加山が古都と呼ばれる京都と鎌倉を散歩した回を再構成して放送。京都は2012年12月24日放送の「京都・四条」編、鎌倉は2012年8月6日放送の「鎌倉」編と2013年7月1日放送の「鎌倉・長谷」編を再編集したものを放送した。なお、「ゆうゆう散歩 いいものさがし」は放送されなかった。
- 2013年9月28日（10:00-11:45） - 「人気の観光地スペシャル」
加山が人気の観光地を散歩した回を再構成して放送。「安曇野」（2013年6月24・25日放送）、「川越」（2012年8月13日・14日放送）、「長野・善光寺」（2012年11月13日放送）、「北九州・門司港」（2013年3月25日放送）の各編を再編集したものを放送した。また「ゆうゆう散歩 いいものさがし」は、加山が番組で描いた水彩画を纏めた画集「若大将のゆうゆう散歩 心に残る一枚の風景」の特別先行販売と、加山が監修した番組オリジナル水彩画セット[注 95]を紹介した。
- 2014年3月29日（10:00-11:45）
2013年12月30日に放送された『若大将のゆうゆう散歩 '13年末スペシャル』を再構成したものを放送。このうち「神楽坂周辺」編に、加山と親交のある歌手の和田アキ子がゲストで登場している。
- 2014年8月2日（10:00-11:45） - 「若大将のゆうゆう散歩 サマースペシャル」[35]
テレビ朝日本社及び六本木ヒルズ周辺で開催のイベント「テレビ朝日・六本木ヒルズ 夏祭り SUMMER STATION」の会場からの中継を交え、番組史上初となる生放送を実施[注 96]。この回では加山が六本木近辺を散歩。2013年末に続き、和田アキ子がゲストとして登場。
番組中盤では「六本木 流行（はや）りもの散歩」と題して、加山の御供としてテレビ朝日アナウンサーの市川寛子、宇佐美佑果両名が参加、六本木の最新スポットを紹介した。
生放送部分では加山、宮本、宮崎が司会を務めた。
この回が事実上最後のスペシャル版となり、散歩シリーズにおけるスペシャル版は翌2015年の『じゅん散歩デラックス』まで待つこととなる。

### 番外編
2015年3月22日・29日・4月5日の3週にわたり、日曜日6:00-6:30の枠で「若大将のゆうゆう散歩 番外編」と題した特番を放送、1月23日放送分まで金曜日のコーナーだった「趣味さんぽ」がスペシャル版で復活した。ゲストとして北斗晶、ラサール石井、田山涼成、加藤茶が出演、それぞれの趣味の世界を紹介。なお、ラサール編は22・29日、田山編は29日・5日にそれぞれ2週にわたって放送された。また最終週は加藤→田山（後編）の順に放送された（こちらも参照）。
トークセットは「趣味さんぽ」で使用されたものをそのまま使用、加山はトークMCとして出演し、ゲストとVTRを見ながらトークを展開。番組冒頭では、本番組を簡潔に紹介し、またエンディングでは翌日（月曜日）からの加山の散歩の見どころが紹介された。
なお、第1週（3月22日）のみ名古屋テレビへも同時ネットされた。

### ゴールデンタイム特番
2014年3月31日（月曜日）19:00 - 21:48の枠にて『路線バスで寄り道の旅×若大将のゆうゆう散歩スペシャル』と題したスペシャルが放送された。同番組は、現在日曜日に放送されている『路線バスで寄り道の旅』とのコラボレーションであり、本番組としては事実上、唯一のゴールデンタイム特番となった。（主体番組は『路線バスで寄り道の旅』）。

本特番では、徳光和夫・田中律子（『〜寄り道の旅』MC）チームと加山（『〜ゆうゆう散歩』散歩人）チームの2チームに分かれてそれぞれの路線バスの旅を展開し、徳光チームは萩本欽一と共に東京ドームから巣鴨～上野～浅草、加山チームは中村雅俊・坂本冬美・和田アキ子（鎌倉で途中合流）と共に横浜中華街から鎌倉～茅ヶ崎をたどる旅をした。また、徳光が加山と共に麻布十番を散歩する『〜ゆうゆう散歩・特別編』も番組中盤に挿入された。

### じゅん散歩とのコラボ
現在放送中の『じゅん散歩』の不定期特番である『じゅん散歩デラックス』（『スペシャルサタデー』第1部として関東ローカルで放送）においても、加山が散歩にゲスト参加することがある。
- 2016年10月22日（土曜日）に放送された、散歩シリーズ開始10周年を記念した特別番組として放送された『散歩10周年記念 じゅん散歩超デラックス〜若大将とまさかの爆笑ゆうゆう散歩 ちい散歩から10年!名場面も一挙公開〜』（9:55 - 11:40）にて、加山が本番組終了から約1年ぶりに散歩人に“復帰”し、現在の散歩人を務めている高田純次と共演、シリーズ史上初となる新旧散歩人によるコラボ散歩が実現した。この日は浅草〜丸の内界隈を散歩した[36]。
- 2017年12月30日（土曜日）に放送された年末特番『じゅん散歩歳末超デラックス 〜若大将と爆笑歩き納め 2017名珍場面も一挙総決算〜』（10:25 - 11:45）にて、再び加山がゲストとして登場。高田とともに秋葉原と神田界隈を散歩した[37]。

## スタッフ
（放送終了時点）
- プロデューサー：河野勝、岡崎利貞（VIVIA）
- アシスタントプロデューサー：鈴木律子（VIVIA）
- 美術：日芸
- フラワーアレンジメント：江口美貴（Flower Salon Miki Art School）
- 技術協力：TSP、テイクシステムズ
- 制作：テレビ朝日、VIVIA、ロッピングライフ

## 番組連動イベント
- 2013年9月30日から10月6日まで1週間に亘り、六本木・テレビ朝日1階の多目的スペース「umu」において展示イベント『若大将のゆうゆう散歩 心に残る1枚の風景画展』を開催、加山がこれまでの放送で描いた風景画40点が展示された[注 99]。10月5日には加山のスペシャルトークショーも開催された[38]。
- 2014年3月3日から10日まで、同じく「umu」にて『若大将のゆうゆう散歩 心に残る風景版画展』を開催。また、7月～8月に開催された加山の喜寿（77歳）を祝うイベント「若大将EXPO 〜夢に向かって いま〜」の一環として行なわれ、7月7日から13日まで「umu」にて開催。加山がこれまでの放送で書いた「感謝の一筆」の書も初めて展示された。その後、髙島屋日本橋店（8月20日～25日開催の「加山雄三ミュージアム in TOKYO」と併催）、天王洲アイル「クリスタルヨットクラブ」（8月22日・8月23日開催の「光進丸・若大将レストラン」[注 100]と併催）でも開催され、風景画・書の一部を展示した。

## 関連書籍
- 『若大将のゆうゆう散歩 東京下町編』
加山雄三監修、幻冬舎。
番組で紹介したコースを収録したムック。20コースを収録。2013年5月10日発売 ISBN 978-4-344-02383-3[39]
- 『若大将のゆうゆう散歩 心に残る一枚の風景』
加山雄三著、新日本出版社。
2012年9月17日放送の「東海道・日本橋〜品川宿」から2013年9月23日放送の「東海道・戸塚宿」まで、番組で描いた水彩画計40点をメッセージとともに収録。2013年12月5日発売 ISBN 978-4-406-05719-6